# Motor a vapor de Newcomen

Animação esquemática do motor a vapor de Newcomen.
- O vapor é mostrado em rosa e a água em azul.
- Válvulas abertas em verde e fechadas em vermelho

O Motor a vapor de Newcomem foi inventado por Thomas Newcomen em 1712, muitas vezes chamado como Máquina atmosférica Newcomen. O motor é operado pelo vapor de condensação introduzido no cilindro, criando assim um vácuo parcial, permitindo assim que a pressão atmosférica empurre o pistão para dentro do cilindro. Foi o primeiro dispositivo prático a aproveitar o vapor para produzir trabalho mecânico. Os motores Newcomen foram usados em toda a Grã-Bretanha e Europa, principalmente para bombear água para fora das minas. Centenas foram construídas ao longo do século XVIII.
O design do motor posterior de James Watt foi uma versão melhorada do motor Newcomen que quase dobrou a eficiência de combustível. Muitos motores a vapor foram convertidos para o design Watt, por um preço baseado em uma fração das economias de combustível. Como resultado, o Watt é hoje mais conhecido do que Newcomen em relação à origem da máquina a vapor.

## Precursores
Antes do Newcomen, havia vários pequenos dispositivos de vapor de vários tipos, mas a maioria deles eram essencialmente novidades. Cerca de 1600, vários experimentadores utilizavam vapor para alimentar pequenas fontes funcionando como um coador de café. Primeiro, um recipiente era preenchido com água através de um tubo, que se estendia pelo topo do recipiente até quase o fundo. A parte inferior do tubo seria submersa na água, tornando o recipiente hermeticamente. O recipiente foi então aquecido para fazer ferver a água. O vapor gerado pressurizou o recipiente, mas o tubo interno, imerso no fundo por líquido, e sem vedação hermética na parte superior, permaneceu a uma pressão menor; O vapor de expansão forçou a água no fundo do recipiente para dentro e para cima do tubo para sair de um bico direcionador no topo. Estes dispositivos tiveram eficácia limitada, mas ilustraram a viabilidade do princípio.
Em 1662, Edward Somerset, segundo Marqués de Worcester, publicou um livro contendo várias ideias sobre as quais ele estava trabalhando. Um foi para um vapor alimentado por bomba para abastecimento de água para fontes; O dispositivo usava alternadamente um vácuo parcial de pressão de vapor. Dois contêineres foram alternadamente preenchidos com vapor que, ao pulverizar água fria, fazia o vapor condensar; Produziu-se um vácuo parcial que tirava a água através de uma tubulação, a partir de um poço para o recipiente. Uma nova carga de vapor sob pressão, em seguida, levava a água do recipiente até outro pelo tubo para um nível superior de destino antes que do vapor condensar e repetir o ciclo. Ao trabalhar com os dois recipientes alternadamente, a taxa de entrega para o tanque de destino poderia ser aumentada.

### "Amigo do Mineiro" de Savery

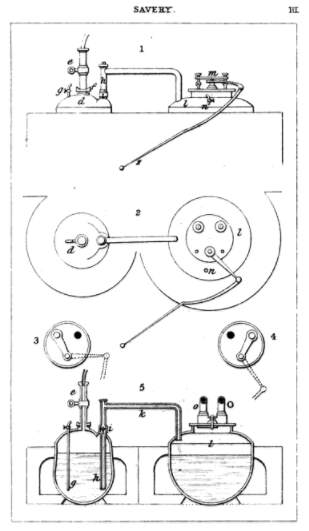
Máquina a vapor de Savery

Em 1698, Thomas Savery patenteou uma bomba a vapor que ele chamou de "Amigo do Mineiro", essencialmente idêntico ao design da Somerset e quase certamente uma cópia direta. O processo de resfriamento e criação de vácuo foi bastante lento, então Savery adicionou mais um spray de água fria externo para esfriar rapidamente o vapor.
A invenção de Savery não pode ser estritamente considerada como o primeiro "motor" de vapor, uma vez que não apresentava peças móveis e não podia transmitir sua energia a qualquer dispositivo externo. Havia, evidentemente, grandes esperanças para o Mineiro, o que levou o Parlamento a prolongar a vida da patente até 21 anos, de modo que a patente de 1699 não expira até 1733. Infelizmente, o dispositivo de Savery mostrou-se muito menos bem sucedido do que se esperava.
Um problema teórico com o dispositivo de Savery decorreu do fato de que um vácuo só poderia elevar a água a uma altura máxima de cerca de 30 pés (9 m), para isso poderia ser adicionado mais 40 pés (12 m), ou então, aumentado pela pressão do vapor . Isso era insuficiente para bombear água de uma mina. No folheto da Savery, ele sugere colocar a caldeira e os recipientes em uma borda no mina e até uma série de duas ou mais bombas para níveis mais profundos. Obviamente, estas eram soluções inconvenientes e algum tipo de bomba mecânica trabalhando ao nível da superfície - uma que levantasse a água diretamente em vez de "sugá-la" - era desejável. Tais bombas já eram comuns, alimentadas por cavalos, mas exigiam uma unidade de retorno vertical que o sistema Savery não forneceu. O problema mais prático era ter uma caldeira operando sob pressão, conforme demonstrado quando a caldeira de um motor em Wednesbury explodiu, talvez em 1705.

### Cilindro experimental e pistão de vapor de Denis Papin
Louis Figuier em seu monumental trabalho dá uma citação completa do artigo de Denis Papin, publicado em 1690 em Acta eruditorum, em Leipzig, intitulado "Nova metodologia para obtenção de forças consideráveis". Parece que a ideia veio a Papin enquanto trabalhava com Robert Boyle na Royal Society em Londres. Papin descreveu primeiro derramando uma pequena quantidade de água no fundo de um cilindro vertical, inserindo um pistão em uma haste e depois de primeiro evacuar o ar abaixo do pistão, colocando um fogo abaixo do cilindro para ferver a água e criando pressão de vapor suficiente para levantar o pistão para a extremidade superior do cilindro. O pistão foi então bloqueado temporariamente na posição superior por um prendedor de mola engatando um entalhe na haste. O fogo foi então removido, permitindo que o cilindro esfriasse, o qual condensava o vapor de volta à água, criando assim um vácuo sob o pistão. Quando a extremidade da haste do pistão estava presa, um cabo passava sobre duas polias e um peso pendia da extremidade do cabo. Ao soltar a captura, o pistão foi cortado bruscamente até o fundo do cilindro pelo diferencial de pressão entre a atmosfera e o vácuo criado; Foi gerada força suficiente para elevar um peso de 60 lb (27 kg). Embora o motor certamente tenha funcionado até onde funcionou, ele foi concebido apenas para demonstrar o princípio e ter chegado até agora, Papin nunca o desenvolveu no futuro, embora em seu artigo tenha escrito sobre o potencial de embarcações movidas por "lâminas". Em vez disso, ele se deixou distrair para desenvolver uma variante do motor Savery.

## Introdução e propagação
O Newcomen levou adiante o experimento de Papin e tornou-o viável, embora pouca informação exista quanto à forma como isso ocorreu. O principal problema a que Papin não deu nenhuma solução foi como fazer a ação repetitiva em intervalos regulares. O caminho a seguir era fornecer, como Savery tinha, uma caldeira capaz de assegurar a continuidade do fornecimento de vapor ao cilindro, proporcionando o curso de energia do vácuo condensando o vapor e descartando a água uma vez que havia sido condensada. O pistão de força foi pendurado por correntes no final de um balancim. Ao contrário do dispositivo de Savery, o bombeamento era totalmente mecânico, sendo o trabalho da máquina a vapor era levantar uma haste ponderada pendurada na extremidade oposta do feixe de balanço. A vara descia o eixo da mina por gravidade e dirigia uma bomba de força, ou bomba de pólo (ou, na maioria das vezes, uma gangue de dois) dentro da mina. O curso de sucção da bomba era apenas para o comprimento do curso ascendente (inicialização), portanto, não havia mais a restrição de 30 pés de uma bomba de vácuo e a água poderia ser forçada a uma coluna de profundidades muito maiores. A caldeira forneceu o vapor a uma pressão extremamente baixa e foi inicialmente localizada imediatamente abaixo do cilindro de potência, mas também poderia ser colocada atrás de uma parede de separação com um tubo de vapor de conexão. Fazer todo esse trabalho precisava da habilidade de um engenheiro prático; O comércio da Newcomen como "ferreiro" ou comerciante de metais teria dado-lhe um conhecimento prático significativo de quais materiais seriam adequados para esse motor e o levaram a ter contato com pessoas com conhecimento ainda mais detalhado.
É possível que o primeiro motor do Newcomen estivesse na Cornwall. Sua localização é incerta, mas é sabido que um estava em operação na mina de Wheal Vor em 1715. Os primeiros exemplos para os quais existem registros confiáveis foram dois motores no Black Country, dos quais o mais famoso foi erguido em 1712 no Conygree Coalworks perto de Dudley, Isso geralmente é aceito como o primeiro motor e Newcomen de sucesso, mas pode ter sido precedido por um construído a uma milha e meia a leste de Wolverhampton. Ambos foram usados por Newcomen e seu parceiro, John Calley, para bombear minas de carvão inundadas com água. Uma réplica de trabalho pode ser vista nas proximidades do Museu de Black Country, que fica em outra parte do que era o Conygree Park de Lord Dudley.
Logo as ordens de minas inundadas em toda a Inglaterra estavam chegando, e alguns sugeriram que a palavra de sua conquista fosse espalhada por suas conexões na Igreja Batista. Uma vez que a patente de Savery ainda não havia acabado, Newcomen foi forçado a chegar a acordo com a Savery e a operar sob a patente deste último, Já que seu termo era muito mais longo do que qualquer Newcomen poderia ter obtido facilmente. Durante os últimos anos de sua circulação, a patente pertencia a uma empresa não incorporada, Os Proprietários da Invenção para levantar água pelo fogo.
Embora o seu primeiro uso tenha sido em áreas de mineração de carvão, o motor de Newcomen também foi usado para bombear água para fora das minas de metal em seu país nativo, como as minas de estanho de Cornwall. Antes da sua morte, Newcomen e outros instalaram mais de uma centena de seus motores, não só no West Country e nos Midlands, mas também no norte do País de Gales, perto de Newcastle e Cumbria. Pequenos números foram construídos em outros países europeus, inclusive na França, Bélgica, Espanha e Hungria, também em Dannemora, na Suécia. A evidência do uso de um motor de vapor Newcomen associado a minas de carvão precoce foi encontrada em 2010 em Midlothian, VA (site de algumas das primeiras minas de carvão nos EUA). (Pesquisa de Dutton and Associates com data de 24 de novembro de 2009).

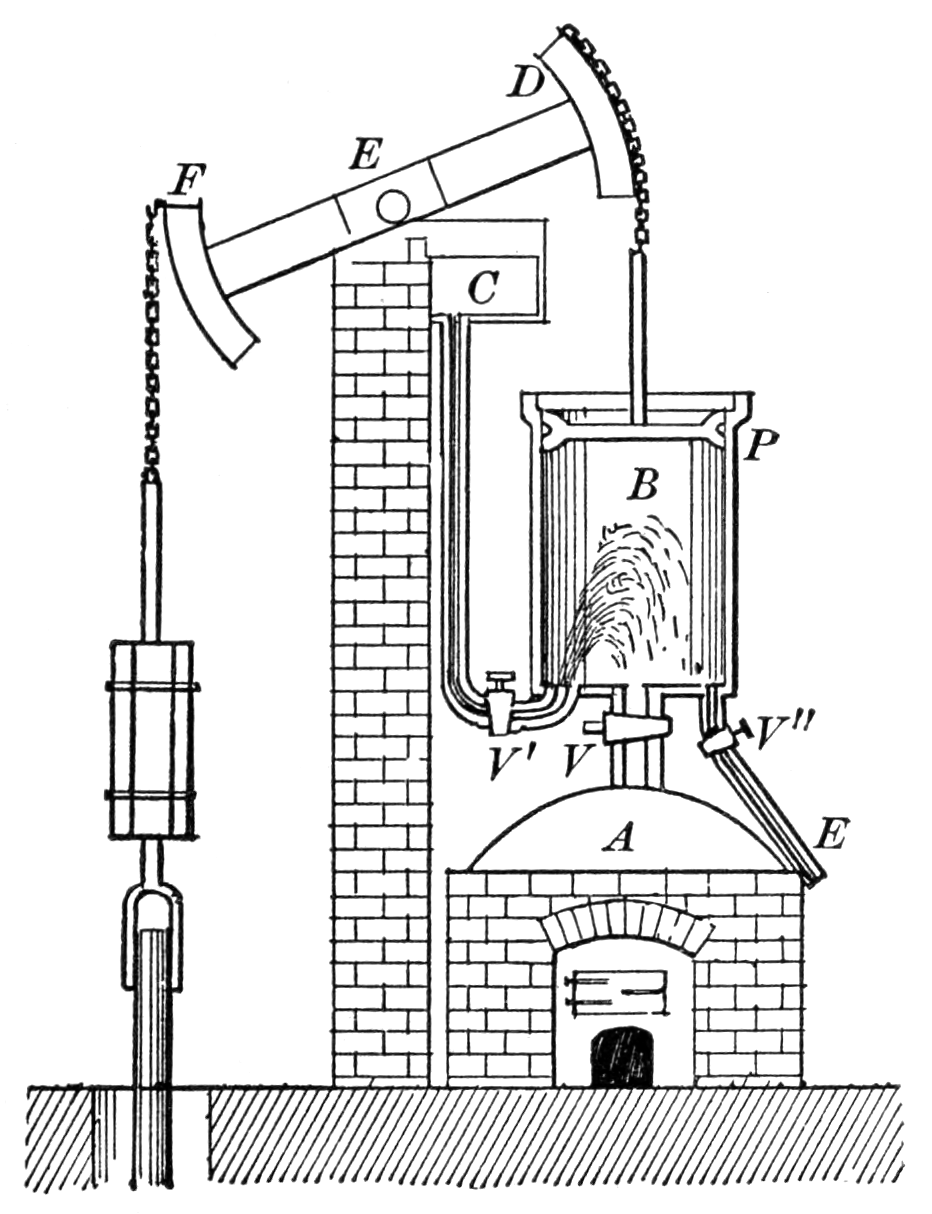
Diagrama do motor a vapor de Newcomen

## Detalhes técnicos

### Componentes
Embora com base em princípios simples, o mecanismo de Newcomen foi bastante complexo e mostrou sinais de desenvolvimento incremental, sendo os problemas empiricamente tratados quando surgiram. Consistia em um boiler A, Geralmente uma caldeira de palheiro, situada diretamente abaixo do cilindro. Isso produziu grandes quantidades de vapor de pressão muito baixa, não mais de 1 a 2 psi (0,07 a 0,14 bar) - a pressão máxima permitida para uma caldeira que em versões anteriores era feita de cobre com um cúpula de chumbo e depois totalmente montada a partir de Pequenas placas de ferro rebitadas. A ação do motor era transmitida através de um "grande feixe equilibrado", a alavanca E dos quais se apoiavam numa sólida parede na extremidade da casa de motores, construída especificamente, com o lado da bomba projetando para fora do prédio, sendo que o motor ficava localizado na casa. As hastes da bomba eram penduradas por uma corrente no cabeçote F da grande viga. Da cabeça interna D era suspenso um pistão P trabalhando em um cilindro B, cuja extremidade superior ficava aberta para a atmosfera acima do pistão e a extremidade inferior fechada, além do tubo de admissão curto que conecta o cilindro à caldeira; Cilindros iniciais eram feitos de latão fundido, mas o ferro fundido logo foi encontrado mais eficaz e muito mais barato para produzir. O pistão estava cercado por uma vedação na forma de um anel de couro, mas como o cilindro era acabado à mão e não absolutamente verdadeiro, uma camada de água tinha que ser constantemente mantida em cima do pistão. Instalado no alto da casa do motor estava um tanque de água C (ou um tanque de encadernação) alimentado por uma pequena bomba interna embutida de uma cabeça de arco menor. O tanque de encanamento forneceu água fria sob pressão através de um tubo de suporte para condensar o vapor no cilindro com um pequeno ramo que fornece a água de vedação do cilindro; Em cada golpe superior do excesso de pistão, a água de vedação quente transbordava por dois tubos, um para o poço interno e o outro para alimentar a caldeira por gravidade.

### Operação
O equipamento da bomba era mais pesado do que o pistão de vapor, de modo que a posição do feixe em repouso era lado da bomba para baixo / lado do motor para cima, que era chamado de "fora da casa".
Para iniciar o motor, a válvula de regulação V era aberta e o vapor admitido no cilindro da caldeira, preenchendo o espaço abaixo do pistão. A válvula do regulador era então fechada e a válvula de injeção de água V' abria e fechava brevemente, enviando um jato de água fria para o cilindro. Isso condensava o vapor e criava um vácuo parcial sob o pistão. O diferencial de pressão entre a atmosfera acima do pistão e o vácuo parcial abaixo conduzia o pistão para baixo fazendo o golpe de força, trazendo o feixe "para a casa" e aumentando a engrenagem da bomba.
O vapor era então readmitido no cilindro, destruindo o vácuo e conduzindo o vapor condensado pelo tubo de drenagem ou "descarga". À medida que o vapor de baixa pressão da caldeira fluía para o cilindro, o peso da bomba e da engrenagem devolvia o feixe à sua posição inicial enquanto, ao mesmo tempo, expulsava a água da mina.
Este ciclo era repetido em torno de 12 vezes por minuto.

#### Válvula de retenção
Newcomen descobriu que seu primeiro motor deixaria de funcionar depois de um tempo e, eventualmente, descobriu que isso aconteceria devido a pequenas quantidades de ar admitido no cilindro com vapor. A água geralmente contém algum ar dissolvido, e a ebulição da água é liberada com o vapor. Este ar não pode ser condensado pela água pulverizada e é gradualmente acumulado até o motor se tornar "conectado ao vento". Para evitar isso, foi adicionada uma válvula de liberação chamada "válvula de retenção" ou snifter perto da parte inferior do cilindro. Ela abria-se brevemente quando o vapor era admitido pela primeira vez e o gás não condensável era conduzido pelo cilindro. Seu nome foi derivado do ruído que ela fazia quando operava para liberar o ar e o vapor "como um homem que espirra (snifting) no frio".

### Automação
Nas versões iniciais, as válvulas ou plugues como eram chamados então, eram operadas manualmente pelo plug man, mas a ação repetitiva exigia um tempo preciso, tornando a ação automática desejável. Isso foi obtido por meio de uma árvore de conexão que era um feixe suspenso verticalmente ao lado do cilindro de uma pequena cabeça de arco por cadeias cruzadas, sendo sua função abrir e fechar as válvulas automaticamente quando o feixe atingiu determinadas posições, por meio de tappets e mecanismos de escapamentos que utilizavam pesos. No motor de 1712, a bomba de alimentação de água foi anexada ao fundo da árvore de conexão, mas os motores posteriores tiveram a bomba suspensa de uma pequena cabeça de arco separada. Há uma lenda comum de que, em 1713, um garoto mandão chamado Humphrey Potter, Cujo dever era abrir e fechar as válvulas de um motor que ele atendia, fez com que o motor se auto-agisse, fazendo com que o próprio feixe se abrisse e fechasse as válvulas por cabos e capturas adequados (conhecido como "cordão de oleiro"); No entanto, o dispositivo da árvore de plugue (a primeira forma de engrenagem de válvula) foi muito provavelmente estabelecido antes de 1715, e é claramente descrito nas primeiras imagens conhecidas de motores Newcomen por Henry Beighton (1717) (Acreditado por Hulse para descrever o motor de carvão Griffin de 1714) e por Thomas Barney (1719) (representando o motor 1712 Dudley Castle). Devido às demandas de vapor muito pesadas, o motor tinha que ser periodicamente parado e reiniciado, mas mesmo este processo foi automatizado por meio de uma boia subindo e caindo em um tubo de suporte vertical fixado na caldeira (o primeiro manômetro?). A boia era anexada ao scoggen, uma alavanca ponderada que funcionava como um fim de curso bloqueando a válvula de injeção de água fechada até que mais vapor fosse elevado.

### Bombas
A maioria das imagens mostram apenas a lateral do motor, não fornecendo informações sobre as bombas. A opinião atual é que, pelo menos, nos motores iniciais, utilizava-se bombas de força de peso morto, o trabalho do motor sendo apenas para levantar o lado da bomba pronto para o próximo golpe de bomba para baixo. Este é o arranjo usado para a réplica do Castelo de Dudley que efetivamente funciona com a taxa original indicada de 12 golpes por minuto / 10 galões (54.6litres) levantados por força. Os motores de Watt mais tarde trabalharam com bombas de elevação alimentadas pelo curso do motor e pode ser que as versões posteriores do motor Newcomen também o fizeram.

## Desenvolvimento e aplicação

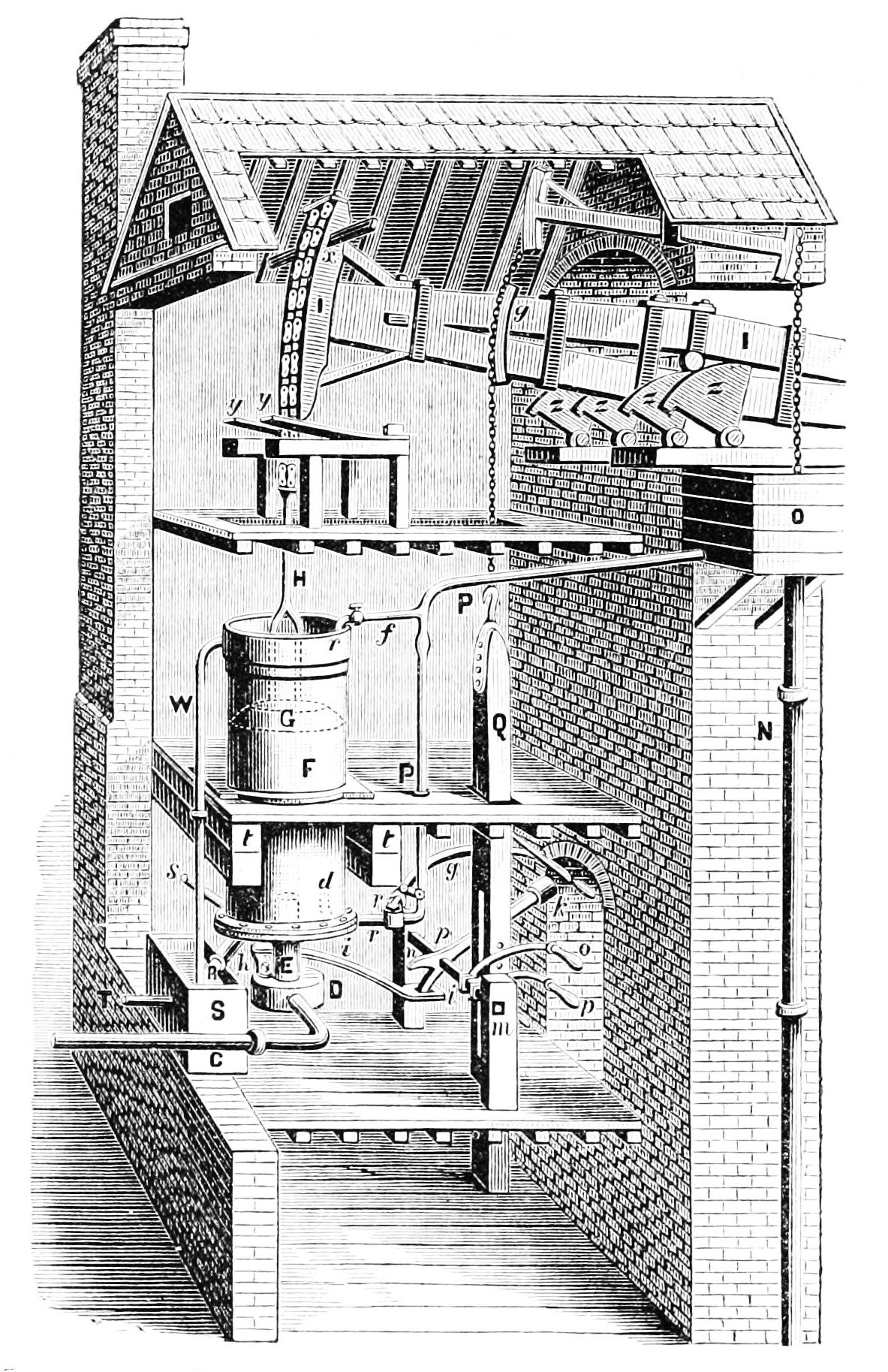
Esboço a lápis da máquina a vapor Newcomen, melhorado por Smeaton, da Ciência Popular mensal por volta de 1877

No final de sua carreira, o motor atmosférico melhorou muito em seus detalhes mecânicos e suas proporções por John Smeaton, que construiu motores muito gran desse tipo durante a década de 1770. A necessidade urgente de um motor dar movimento rotativo estava se fazendo sentir e isso foi feito com sucesso limitado por Wasborough ePickard usando um motor Newcomen para dirigir um volante através de uma manivela. Embora o princípio da manivela já era conhecido, Pickard conseguiu obter uma patente de 12 anos em 1780 para a aplicação específica da manivela para motores a vapor; Este foi um revés para Boulton e Watt que contornaram a patente aplicando o movimento do sol e do planeta ao seu motor rotativo de ação dupla avançado de 1782.
Em 1725, o motor Newcomen era de uso comum na mineração, em particular em minas carvão. Ele manteve seu lugar com pouca mudança material para o resto do século. O uso do motor Newcomen foi ampliado em alguns locais para bombear o abastecimento de água municipal; Por exemplo, o primeiro motor Newcomen na França foi construído em Passy em 1726 para bombear água do rio Sena para a cidade de Paris. Também foi usado para alimentar máquinas indiretamente, retornando a água de baixo de uma roda de água para um reservatório acima dela, de modo que a mesma água voltasse a girar novamente. Entre os primeiros exemplos disso foi em Coalbrookdale. Uma bomba a cavalo foi instalada em 1735 para devolver a água à piscina acima do antigo alto-forno. Isso foi substituído por um motor Newcomen em 1742-3. Vários novos fornos construídos em Shropshire na década de 1750 foram alimentados de forma semelhante, incluindo Horsehay e Ketley Furnaces e Madeley Wood ou Bedlam Furnaces. O último não parece ter tido uma piscina acima do forno, apenas um tanque no qual a água era bombeada. Em outras indústrias, o bombeamento de motores era menos comum, mas Richard Arkwright usava um motor para fornecer energia adicional para sua fábrica de algodão.
Tentativas foram feitas para conduzir máquinas pelos motores Newcomen, mas estas não tiveram êxito, já que o único golpe de força produziu um movimento muito brusco.

## Sucessor

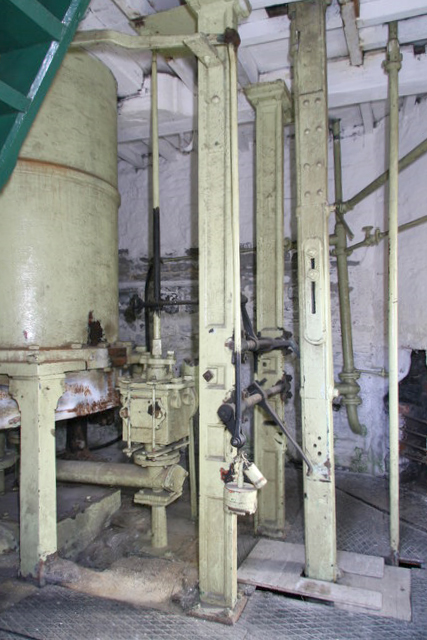
Motor de estilo Newcomen no Elsecar Heritage Centre, em 2006

O principal problema com o design do Newcomen foi que ele usava energia de forma ineficiente e, portanto, era caro para operar. Depois que o vapor de água foi arrefecido o suficiente para criar o vácuo, as paredes do cilindro eram suficientemente frias para condensar parte do vapor como foi admitido durante o próximo golpe de entrada. Isso significava que uma quantidade considerável de combustível estava sendo usada apenas para aquecer o cilindro de volta ao ponto em que o vapor começaria a enchê-lo novamente. Como as perdas de calor foram relacionadas às superfícies, enquanto o trabalho útil relacionado ao volume, o aumento do tamanho do motor aumentou a eficiência e os motores Newcomen tornaram-se maiores com o tempo. No entanto, a eficiência não importava muito no contexto de uma mineração de carvão, onde o carvão estava livremente disponível.
O motor do Newcomen só foi substituído quando James Watt o melhorou em 1769 para evitar esse problema (Watt foi convidado a reparar um modelo de um motor Newcomen pela Glasgow University, um pequeno modelo que exagerava o problema). No motor a vapor de Watt, a condensação ocorreu em uma unidade de condensação exterior, unida ao cilindro de vapor através de um tubo. Quando uma válvula no tubo era aberta, o vácuo no condensador, por sua vez, evacuaria a parte do cilindro abaixo do pistão. Isso eliminava o resfriamento das paredes do cilindro principal e, assim, reduzia drasticamente o consumo de combustível. Também permitiu o desenvolvimento de um cilindro de dupla ação, com traços de potência ascendente e descendente, aumentando a quantidade de energia do motor sem um grande aumento no tamanho do motor.
O design da Watt, introduzido em 1769, não eliminou os motores Newcomen imediatamente. A vigorosa defesa de Watt de suas patentes resultou no uso continuado do motor Newcomen em um esforço para evitar pagamentos de royalties. Quando suas patentes expiraram na década de 1790, houve uma pressa para instalar os motores Watt, e os motores Newcomen foram substituídos, mesmo em minas de carvão.

## Exemplos sobreviventes

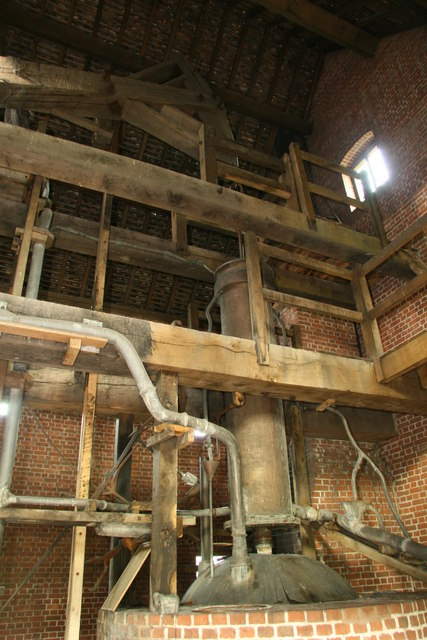
Uma réplica de trabalho de um motor de Newcomen no museu vivo Black Country

O motor de Newcomen pode ser visto operando na cidade natal de Newcomen, em Dartmouth, para onde foi movido em 1963 pela Newcomen Society. Acredita-se que no ano de 1725, quando foi inicialmente instalado no Griff Colliery, perto de Coventry.
Um motor foi instalado em uma mina em Ashton-under-Lyne por volta de 1760. Conhecido localmente como Fairbottom Bobs, ele agora é preservado no Museu Henry Ford em Dearborn, Michigan.
O único motor de estilo Newcomen ainda existente na sua localização original é o que é agora o Elsecar Heritage Centre, perto de Barnsley, no sul de Yorkshire. Este foi provavelmente o último motor comercialmente usado do estilo Newcomen, já que funcionou de 1795 até 1923. O motor sofreu extensas obras de conservação, juntamente com o seu eixo original e a casa do motor, que foram concluídas no outono de 2014.
Em 1986, uma réplica operacional em grande escala do motor de vapor Newcomen de 1712 foi completada no Museu vivo Black Country em Dudley. É a única réplica de trabalho em tamanho real do mecanismo existente. Ele "motor de fogo" como era conhecido, é um impressionante edifício de tijolos a partir do qual uma viga de madeira se projeta através de uma parede. As hastes pendem da extremidade exterior do feixe e operam as bombas na parte inferior do eixo da mina que elevam a água à superfície. O próprio motor é simples, com apenas uma caldeira, um cilindro e pistão e válvulas de operação. Um fogo de carvão aquece a água na caldeira, que é pouco mais do que uma panela coberta e o vapor gerado passa por uma válvula no cilindro de latão acima da caldeira. O cilindro tem mais de 2 metros de comprimento e 52 centímetros de diâmetro. O vapor no cilindro é condensado por injeção de água fria e o vácuo sob o pistão puxa a extremidade interna do feixe para baixo e faz com que a bomba se mova.
Um exemplo estático de um motor Newcomen está no Museu da Ciência de Londres.